# Xysticus davidi
Xysticus davidi is een spinnensoort uit de familie van de krabspinnen (Thomisidae).
De wetenschappelijke naam van de soort werd in 1963 gepubliceerd door Ehrenfried Schenkel-Haas.

## Synoniemen
- Xysticus excavatus Schenkel, 1963[2]
- Xysticus hotingchiehi Schenkel, 1963[2]
- Xysticus pentagonius Seyfulina & Mikhailov, 2004[2]